# Jubei-chan
Pour les articles homonymes, voir Chan.
Jubei-chan (十兵衛ちゃん～ラブリー眼帯の秘密～, Jūbei-chan: Raburii Gantai no Himitsu, littéralement: Juubei-chan : le secret du cache-œil) est un anime de 13 épisodes écrit et réalisé par Akitaro Daichi, produit par Studio Madhouse et diffusé sur TV Tōkyō en 1999. Il est licencié en France chez Beez Entertainment.
Une suite, Jubei-chan 2, est sortie en 2004.
Le personnage principal de cette comédie à vague saveur historique est Nanohana Jiyu. En progressant, l'histoire comporte aussi des éléments dramatiques.

## Synopsis
L'histoire est déclenchée par une rivalité entre deux écoles d'escrime japonaise : la Yagyu Jubei et la Ryujoji. La rivalité aurait dû s'achever il y a 300 ans lorsque la première école a battu la seconde, mais celle-ci établit de se venger. Yagyū Jūbei Mitsuyoshi charge le samourai Koinosuke de trouver qui lui succédera et de lui donner son cache-œil afin de lui transmettre toutes ses techniques.

## Doublage
|                                 | Japonais         | Français     |
| ------------------------------- | ---------------- | ------------ |
| Jiyuu Nanohana / Jubei Yagyu II | Hiroko Konishi   | (non doublé) |
| Kozaru                          | Rie Iwatsubo     | (non doublé) |
| Sai Nanohana                    | Keiji Fujiwara   | (non doublé) |
| Bantaro                         | Yuji Ueda        | (non doublé) |
| Hajime Ryujoji / Shirou Ryujoji | Tatsuya Nakazaki | (non doublé) |
| Shoko                           | Koinosuke Odago  | (non doublé) |
| Koinosuke Odago                 | Ryotaro Okiayu   | (non doublé) |
| Tsumura Mikage                  | Reiko Yasuhara   | (non doublé) |

## Liste des épisodes
1. La naissance de Yagyu Jubei II
2. Rivalités amoureuses
3. Les cœurs des garçons chavirent
4. Chemins sans retour
5. Réminiscence du passé
6. Les alliés d'hier deviennent les ennemis d'aujourd'hui
7. Le secret divulgué
8. La tête chamboulée
9. Les prémisses d'un amour
10. Le temps de l'effort
11. Le chemin était sinueux
12. Découverte d'une fille inconnue
13. Enfin l'aurore !